# سزار تارگا
سزار تارگا (انگلیسی: César Tárrega؛ زادهٔ ۲۶ فوریهٔ ۲۰۰۲) بازیکن فوتبال اهل اسپانیا است که در پست مدافع میانی به صورت قرضی از والنسیا برای رئال وایادولید بازی می‌کند.